# Elvina Ibru
 (juin 2024).
Elvina Esewvre Ibru est une actrice nigériane et une personnalité radiophonique. Elle fait partie de la famille Ibru et est la fille de l'industriel Michael Ibru (en).

## Biographie

### Études
Elle fréquente la London Academy of Performing Arts (en) (LAPA) en Angleterre avant d'étudier à l'université de Webster (en), à Londres, où elle obtient un baccalauréat des arts en relations internationales.

### Carrière
Elvina Ibru travaille pour la BBC en tant que diffuseuse. Elle joue dans des productions théâtrales avant de retourner au Nigeria. Elle travaille également en tant qu'OAP (On Air Personality) chez Classic FM, où elle anime une émission hebdomadaire intitulée Mellow Magic.

### Vie privée
Elvina Ibru est mère célibataire de son fils, nommé Elisha. Elle refuse de se marier, déclarant que « l'institution du mariage au Nigeria est injuste envers les femmes ».
Dans une interview de 2019, Elvina Ibru raconte avoir été violée par un voleur à main armée en 2004, à la suite de quoi elle a formé un groupe de défense pour soutenir les victimes de viol.

## Filmographie

### Pièces de théâtre
- 2006 : Vagina Monologues[1]
- 2014 : Hear Word![1],[4]
- 2019 : Emotan[5]

### Films
- 2017 : Letters to a Stranger : Tare[6]
- 2014 : Theo’s Dora : Dora[2]
- 2016 : Entreat
- 2016 : Cajoling[7]
- 2017 : Wives on Strike: The revolution : Shaka[8],[9]
- 2017 : Alter Ego : Barrister Komolafe[10]
- 2019 : Bling Lagosians : Mopelola Holloway[11]
- 2020 : Kambili : The whole 30 yards : Cynthia[12]

### Émissions de télévision
- 2020 : Riona[13]

## Distinctions
- Prix de l'Association des étudiants de la Faculté des arts de l'Université de Lagos (FASA) pour le développement de la jeunesse par le divertissement[2] ;
- Prix Beatz de la personnalité à l'antenne de l'année 2016[2] ;
- Prix spéciaux d'excellence, reconnaissance spéciale pour l'excellence dans le divertissement[2] ;
- Africa Movie Academy Awards, nommée pour la meilleure actrice dans un rôle principal pour Bling Lagos.